# محوطه شنگاویت
محوطه شنگاویت (به ارمنی: Շենգավիթ հնավայր) یک محوطه باستان‌شناسی در ایروان کنونی، ارمنستان است که بر روی تپه‌ای در جنوب شرقی دریاچه ایروان واقع شده است. این محوطه طی چندین دوره سکونت، از حدود ۳۰۰۰ پیش از میلاد تا ۲۵۰۰ پیش از میلاد، در دوران فرهنگ کورا-آراکس (شنگاویتی) از عصر برنز اولیه مسکونی بوده و به‌صورت پراکنده تا ۲۲۰۰ پیش از میلاد دوباره استفاده شده است.
شهر شنگاویت حدود شش هکتار مساحت داشته و به دلیل وسعت غیرمعمول، شواهدی از تولید مازاد غلات و فلزکاری و دیوار سنگی عظیمی به عرض ۴ متر، احتمالاً مرکز اجتماعی مناطق اطراف بوده است. همچنین، سه محوطه روستایی کوچکتر به نام‌های موخانات تپه، خورومبولاغ و تایروف شناسایی شده‌اند که در خارج از دیوارهای شنگاویت قرار داشته‌اند.
سفال‌های یافت‌شده در این محوطه، شنگاویت را به‌عنوان یکی از محوطه‌های نمونه دوره فرهنگ کورا-آراکس یا دوره قفقاز جنوبی اولیه و منطقه فرهنگی شنگاویت برجسته کرده است.

## تاریخچه کاوش‌ها
منطقه شنگاویت امروزی دست‌کم از ۳۰۰۰ پیش از میلاد، در دوره فرهنگ کورا-آراکس از عصر برنز اولیه، مسکونی بوده است. کاوش‌های باستان‌شناسی در محوطه تاریخی شنگاویت در سال ۱۹۳۶، تحت هدایت باستان‌شناس ای. بایبوردیان آغاز شد که یک ترانشه آزمایشی در این تپه حفر کرد. این اقدام به انجام کاوش‌های بیشتری در این محوطه منجر شد. در سال ۱۹۵۸، باستان‌شناس س.آ. سارداریان کاوش‌ها را از سر گرفت، اما مستندات ضعیفی از کار خود بر جای گذاشت و اطلاعات کافی برای تعیین مکان دقیق اشیای یافته‌شده به جا نگذاشت.
در سال ۲۰۰۰، فرایند گسترده کاوش‌ها تحت هدایت باستان‌شناس هاکوب سیمونیان آغاز شد. وی ترانشه‌های لایه‌نگاری‌شده‌ای در لبه‌های ترانشه‌های قدیمی بایبوردیان و سارداریان حفر کرد.
در سال ۲۰۰۹، سیمونیان با همکاری میچل اس. راثمن از دانشگاه ویدنر در پنسیلوانیا سه دوره کاوش در سال‌های ۲۰۰۹، ۲۰۱۰ و ۲۰۱۲ انجام دادند. طی این کاوش‌ها، یک ستون لایه‌نگاری کامل تا بستر سنگی شناسایی شد که نشان‌دهنده ۸ یا ۹ سطح لایه‌نگاری متمایز بود. این لایه‌ها دوره زمانی بین ۳۲۰۰ پیش از میلاد تا ۲۵۰۰ پیش از میلاد را دربرمی‌گیرند. همچنین شواهدی از استفاده مجدد از محوطه تا حدود ۲۲۰۰ پیش از میلاد کشف شد. در فرایند کاوش‌ها، مجموعه‌ای از ساختمان‌های بزرگ، ساختمان‌های دایره‌ای با اتاق‌های مربع شکل متصل و ساختمان‌های ساده گرد شناسایی شد. به‌ویژه مجموعه‌ای از سازه‌های آیینی که در سال‌های ۲۰۱۰ و ۲۰۱۲ کشف شدند، قابل توجه است.
در ژوئیه ۲۰۱۰، سیمونیان اعلام کرد که بقایای استخوان اسب در این محوطه پیدا شده است. با این حال، هانس-پیتر اورپمان، دیرین‌جانورشناس آلمانی، اظهار داشت که بسیاری از این استخوان‌ها از بسترهای آشفته به دست آمده‌اند و قدیمی‌ترین بقایای اسب با موقعیت دقیق، مربوط به کاوش‌های عصر برنز میانه سیمونیان است.
متأسفانه، یک منبع رسانه‌ای عمومی اطلاعات کنفرانس خبری سال ۲۰۱۰ در ایروان را نادرست گزارش داده است. در آن کنفرانس، راثمن دربارهٔ شبکه تجاری گسترش اوروک و احتمال انتقال مواد خام و فناوری‌ها از قفقاز جنوبی به سرزمین میان‌رودان سخن گفت. این مسئله به اشتباه تعبیر شد که فرهنگ ارمنی منبع فرهنگ میان‌رودان بوده است، در حالی که چنین نیست. فرهنگ‌ها و جوامع کورا-آراکس (شنگاویتی) پدیده‌ای منحصربه‌فرد و کوهستانی هستند که به‌طور موازی با فرهنگ‌های میان‌رودان تکامل یافته‌اند، اما یکسان نبوده‌اند.

## طرح استقرارگاه
باستان‌شناسان تاکنون دیوارهای سیکلوپئوسی بزرگی با برج‌هایی که پیرامون استقرارگاه را احاطه کرده بودند، کشف کرده‌اند. درون این دیوارها، ساختمان‌های چندمنظوره گرد و مربعی شکل ساخته‌شده از سنگ و خشت یافت شده‌اند. در برخی از این سازه‌های مسکونی، اجاق‌های آیینی و گودال‌های خانگی قرار داشته است. همچنین، سیلوهای بزرگی در نزدیکی این ساختمان‌ها کشف شده که گندم و جو مورد نیاز ساکنان شهر در آن‌ها ذخیره می‌شده است.
یک گذرگاه زیرزمینی نیز از شهر به رودخانه منتهی می‌شده است. کاوش‌های پیشین، تپه‌های دفنی در خارج از دیوارهای استقرارگاه و در جهت جنوب شرقی و جنوب غربی را آشکار کرده بودند. گورهای باستانی بیشتری هنوز در همان منطقه باقی مانده‌اند.